# Poseidon
För andra betydelser, se Poseidon (olika betydelser).

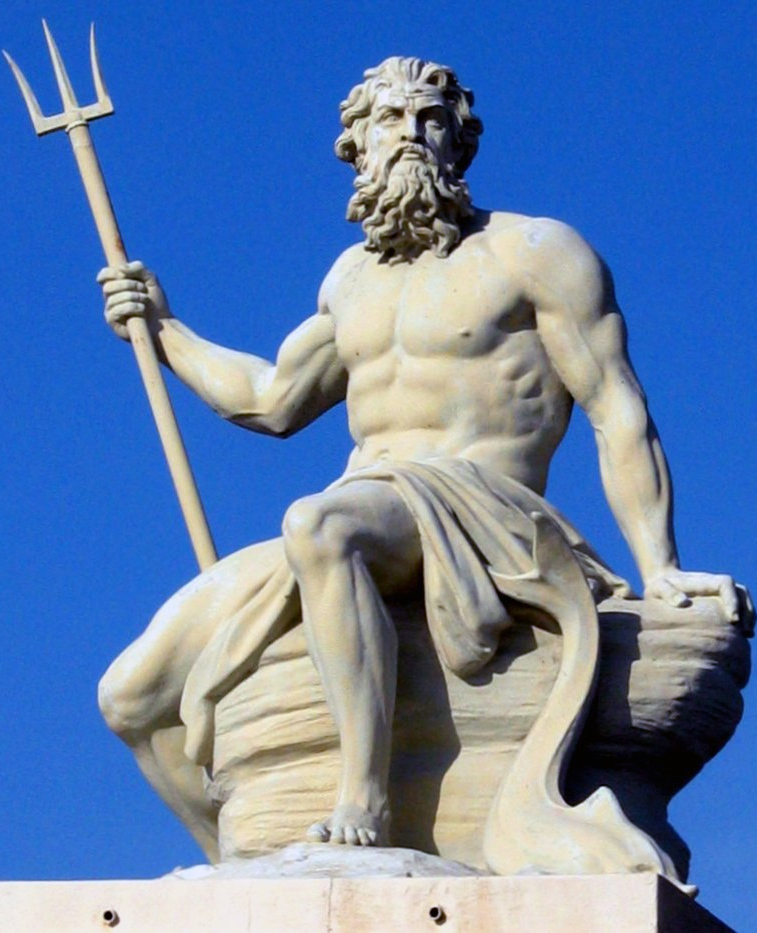
Poseidon syns här med treudden.

Poseidon är havets, källornas, flodernas och jordbävningarnas gud i grekisk mytologi. Poseidons attribut är treudden och delfinen och han skapade den första hästen. Han motsvaras hos romarna av Neptunus.

## Beskrivning
Poseidon var son till Kronos och Rhea, äldre bror till himmelsguden Zeus och yngre bror till dödsguden Hades, samt make till Amfitrite. Med Amfitrite hade han sonen Triton. Han delade herraväldet över världen med sina syskon. Liksom sin yngre bror Zeus hade han ofta erotiska eskapader utanför äktenskapet. (Se Demeter.) I romersk mytologi motsvarades han av Neptunus.
Poseidon, Zeus och Hades drog lott om vem som skulle härska var. Poseidon blev härskare över havet, Zeus blev härskare över himmelen (även kallad solgud) och Hades blev härskare över underjorden (dödsriket).
Det första ledet i gudens namn kommer från "polei-" som betyder herre, medan det andra ledets betydelse är mer oklar. Poseidon är en av de tidigast dyrkade gudarna i grekisk mytologi. På lertavlor med linear B-skrift förekommer han oftare än Zeus, och det framkommer att han har varit huvudgud i Pylos.
Hur Poseidons koppling till hästar har uppkommit finns det flera olika teorier om. Enligt gamla kulter i Thessalien och Hippeios Kolonos utanför Aten blev Poseidon fader till den första hästen när han spillde sin säd på en klippa. Det finns andra myter där Poseidon ska ha legat med en vredgad gudinna eller ett kvinnligt vidunder, från vilket en häst ska ha fötts. I Iliaden sluter Poseidon upp på grekernas sida i det trojanska kriget. I Odysséen blir han Odysseus bittra fiende när denne gör Poseidons son  cyklopen Polyfemos blind.
På ön Kalaureia, Poros fanns under antiken en helgedom rest till Poseidon. Utgrävningarna av kultplatsen och dess omkringliggande område hanteras sedan 1997 av Svenska institutet i Athen. 